# Filmografia sull'immigrazione in Italia
La filmografia sull'immigrazione in Italia costituisce un fenomeno affermatosi con l'arrivo dei primi flussi migratori in Italia, a partire dagli anni '90.

## Film italiani

### Anni 1980
- Il tempo dei gitani (Dom za Vešanje), regia di Emir Kusturica (1988)

### Anni 1990
- Pummarò, regia di Michele Placido (1990)
- Bianco e nero, regia di Fabrizio Laurenti (1990)
- Clandestini nella città, regia di Marcello Bivona (1992)[1]
- Teste rasate, regia di Claudio Fragasso (1993)
- Lamerica, regia di Gianni Amelio (1994)
- L'Articolo 2, regia di Maurizio Zaccaro (1994)
- Sarahsarà, regia di Renzo Martinelli (1994)
- Mollo tutto, regia di José María Sánchez (1995)
- Intolerance, regia di Registi vari (1996)
- Vesna va veloce, regia di Carlo Mazzacurati (1996)
- Terra di mezzo, regia di Matteo Garrone (1996)
- Pole pole, regia di Massimo Martelli (1996)
- L’albero dei destini sospesi, regia di Rachid Benhadj (1997)
- La ballata dei lavavetri, regia di Peter Del Monte (1998)
- L'assedio, regia di Bernardo Bertolucci (1998)
- Permesso di soggiorno, regia di Mohammed Hammoussi (1998)[2]
- Giamaica, regia di Luigi Faccini (1998)[3]
- Ospiti, regia di Matteo Garrone (1998)

### Anni 2000
- Occidente, regia di Corso Salani (2000)
- Zora la vampira, regia di Antonio e Marco Manetti (2000)
- Tornando a casa, regia di Vincenzo Marra (2001)[4]
- Nemmeno in un sogno, regia di Gianluca Greco (2001)[5]
- Princesa, regia di Henrique Goldman (2001) [6]
- L'italiano, regia di Ennio De Dominicis (2001)[7]
- Lettere al vento, regia di Edmund Budina (2002)[8]
- Chi non rischia non beve champagne, regia di Enrica Colosso (2002)[9]
- Ti spiace se bacio mamma?, regia di Alessandro Benvenuti (2003)
- Non ti muovere, regia di Sergio Castellitto (2004)
- Saimir, regia di Francesco Munzi (2004)
- Sotto il sole nero, regia di Enrico Verra (2004)
- Lettere dal Sahara, regia di Vittorio De Seta (2005)
- Quando sei nato non puoi più nasconderti, regia di Marco Tullio Giordana (2005)
- Il vento fa il suo giro, regia di Giorgio Diritti (2005)
- L'orizzonte degli eventi, regia di Daniele Vicari (2005)
- Cover-boy, regia di Carmine Amoroso (2006)
- Le ferie di Licu, regia di Vittorio Moroni (2006)
- Il mondo addosso, regia di Costanza Quatriglio (2006)[10]
- La sconosciuta, regia di Giuseppe Tornatore (2006)
- L'orchestra di piazza Vittorio (film), regia di Agostino Ferrente (2006)
- Civico zero, regia di Francesco Maselli (2007)
- La giusta distanza, regia di Carlo Mazzacurati (2007)
- Io, l'altro, regia di Mohsen Melliti (2007)
- Riparo, regia di Marco Simon Puccioni (2007)[11]
- Lezioni di cioccolato, regia di Claudio Cupellini (2007)
- Billo - Il grand Dakhaar, regia di Laura Muscardin (2007)
- Machan - La vera storia di una falsa squadra, regia di Uberto Pasolini 2008)
- Questa notte è ancora nostra, regia di Paolo Genovese e Luca Miniero (2008)
- Bianco e nero, regia di Cristina Comencini (2008)
- Mar nero, regia di Federico Bondi (2008)
- La terramadre, regia di Nello La Marca (2008)
- Tutto torna, regia di Enrico Pitzianti (2008)
- Il resto della notte, regia di Francesco Munzi (2008)
- Ti ricordi di Adil? (Tu te souviens d'Adil?), regia di Mohamed Zineddaine (2008)[12]
- La cosa giusta, regia di Marco Campogiani (2009)
- Reame del nulla, regia di Razi Mohebi (2009)
- Good Morning Aman, regia di Claudio Noce (2009)[13]
- La straniera, regia di Marco Turco (2009)[14]

### Anni 2010
- Scontro di civiltà per un ascensore a Piazza Vittorio, regia di Isotta Toso (2010)[15]
- Into Paradiso, regia di Paola Randi (2010)[16]
- Il sangue verde, regia di Andrea Segre (2010)
- Il nuovo sud dell'Italia, regia di Pino Esposito (2010)[17]
- Gridami, regia di Razi Mohebi (2010)
- Il padre e lo straniero, regia di Ricky Tognazzi (2010)
- Hai paura del buio, regia di Massimo Coppola (2010)
- Gorbaciof, regia di Stefano Incerti (2010)
- Lezioni di cioccolato 2, regia di Alessio Maria Federici (2011)
- Jeans and Martò, regia di Claudia Palazzi e Clio Sozzani (2011)
- Cose dell'altro mondo, regia di Francesco Patierno (2011)
- Io sono Li, regia di Andrea Segre (2011)
- Terraferma, regia di Emanuele Crialese (2011)
- To Paradise, regia di Anis Gharbi (2011)
- Il villaggio di cartone, regia di Ermanno Olmi (2011)
- Il castello, regia di Martina Parenti e Massimo D’Anolfi (2011)[18]
- Là-bas - Educazione criminale, regia di Guido Lombardi (2011)
- Ainom, regia di Lorenzo Ceva Valla e Mario Garofalo (2011)[19]
- Sette opere di misericordia, regia di Gianluca e Massimiliano De Serio (2011)[20]
- Sotto lo stesso cielo, regia di Mary Griggion (2012)[21]
- Dimmi che destino avrò, regia di Peter Marcias (2012)
- Il sole dentro, regia di Paolo Bianchini (2012)
- La sabbia nelle tasche, regia di Filippo Grilli (2012)[22]
- Black star - Nati sotto una stella nera, regia di Francesco Castellani (2012)[23]
- Alì ha gli occhi azzurri, regia di Claudio Giovannesi (2012)
- Il santo nero, regia di Antonio Bellia (2013)[24]
- La prima neve, regia di Andrea Segre (2013)
- La mia classe, regia di Daniele Gaglianone (2013)
- Razzabastarda, regia di Alessandro Gassmann (2013)
- Sta per piovere, regia di Haider Rashid (2013)[25]
- Io rom romantica, regia di Laura Halilovic (2014)
- Io sto con la sposa, regia di Antonio Augugliaro, Gabriele Del Grande e Khaled Soliman Al Nassiry (2014)[26]
- Con il sole negli occhi, regia di Pupi Avati (2015) - Film TV
- Le nozze di Laura, regia di Pupi Avati (2015) - Film TV
- Vergine giurata, regia di Laura Bispuri (2015)
- Pitza e datteri, regia di Fariborz Kamkari (2015)
- L'amore non perdona, regia di Stefano Consiglio (2015)
- Dustur, regia di Marco Santarelli (2015)[27]
- Loro di Napoli, regia di Pierfrancesco Li Donni (2015)[28]
- Ihsane e il paese di papà, regia di Nicoletta Manzini (2015)[29]
- Su campi avversi, regia di Andrea Fenoglio, Matteo Tortone (2015)[30]
- Fuocoammare, regia di Gianfranco Rosi (2016)
- My name is Adil, regia di Adil Azzab (2016)[31]
- Per un figlio, regia di Suranga Deshapriya Katugampala (2016)
- Lampedusa - Dall'orizzonte in poi, regia di Marco Pontecorvo - miniserie TV (2016)
- L'ordine delle cose, regia di Andrea Segre (2017)
- Bangla, regia di Phaim Bhuiyan (2019)
- Il vegetariano, regia di Roberto San Pietro (2019)[32]
- Bar Giuseppe, regia di Giulio Base (2019)

### Anni 2020
- Nero a metà - serie tv, regia di Marco Pontecorvo e Claudio Amendola (2018-2022)
- Tutto il giorno davanti, regia di Luciano Manuzzi (2020)
- Nour, regia di Maurizio Zaccaro (2020)
- Il legionario, regia di Hleb Papou (2021)
- Il diritto alla felicità, regia di Claudio Rossi Massimi (2021)
- L'afide e la formica, regia di Mario Vitale (2021)
- Princess, regia di Roberto De Paolis (2022)
- Io capitano, regia di Matteo Garrone (2023)
- La città proibita, regia di Gabriele Mainenti (2025)

## Film stranieri
- Milan, regia di Olivia M. Lamasan (Filippine, 2004)
- Arrivederci, regia di Valeriu Jereghi (Moldavia, 2008)[33]
- Il ponte di fiori (Podul de flori), regia di Thomas Ciulei (Romania/Germania, 2008)[34]
- I.T.A.L.Y. (I Trust and Love You), regia di Mark A. Reyes (Filippine, 2008)
- Francesca, regia di Bobby Paunescu (Romania, 2009)
- Des Étoiles, regia di Dyana Gaye (Francia, 2013)[35]
- Rafaël, regia di Ben Sombogaart (Paesi Bassi, 2018) [36]

## Documentari e cortometraggi italiani

### Anni '90
- Roma profuma di nuove spezie, regia di Hatem Abed - cortometraggio
- Shish Mahal, regia di Arnaldo Catinari - cortometraggio (1992)[37]
- L’altro aspetto, regia di Mino Crocè - cortometraggio (1992)[38]
- Vorrei urlare, regia di Monica Stambrini - cortometraggio (1994)[39]
- Tutti i colori del cielo, regia di Gianfranco Galiè (1994)[40]
- La ruota spezzata, regia di Marcello Casarini (1995)[41]
- Su-nu-gal: la nostra piroga, regia di Stefano Monticelli (1996)[42]
- Il tempo di ascoltare, regia di Quirino Di Paolo  - cortometraggio (1996)[43]
- Cartoline dalla Jugoslavia - Rom Khorakhané a Brescia, regia di Maurizio Pasetti e Andrea Rossini  - cortometraggio (1997)[44]

### Anni 2000
- Ragazzi del Ghana, regia di Alessandro Angelini (2000)[45]
- Abdellah e i suoi fratelli, regia di Armando Ceste (2000)[46]
- Un posto al mondo, regia di Jacopo Quadri, Mario Martone (2000)[47]
- Tra Genova e Fez. Una famiglia in viaggio, regia di Vincenzo Mancuso (2002)[48]
- Tra due terre, regia di Michele Carrillo (2005)[49]
- Jasmine, regia di Mario Garofalo - cortometraggio (2005)[50]
- Foku - Fuoco Sporco, regia di Claudio Bozzatello - cortometraggio (2005)[51]
- Approdo Italia, regia di Christian Bonatesta (2005)[52]
- Love difference, regia di Armando Ceste - cortometraggio (2006)[53]
- Cricket Cup, regia di Massimiliano Pacifico e Diego Liguori (2006)[54]
- L'orchestra di Piazza Vittorio, regia di Agostino Ferrente (2006)[55]
- Partire, Ritornare. In viaggio con Tahar Ben Jelloun, regia di Nene Griffagnini e Francesco Conversano (2007)
- Welcome Bucarest, regia di Claudio Giovannesi (2007)
- Nera. Non è la terra promessa, regia di Andrea Deaglio - cortometraggio (2007)
- Merica!, regia di Federico Ferrone, Michele Manzolini e Francesco Ragazzi (2007)[56]
- Il deserto e il mare, regia di Dagmawi Yimer, Sintayehu Eshetu, Solomon Moges, Menghistu Andechal e Adam Awad (2007)[57]
- Dietro la porta, regia di Carlotta Ehremberg (2007)
- Life in the city, regia di Laye Gaye - cortometraggio (2008)[58]
- Come un uomo sulla terra, regia di Andrea Segre, Riccardo Biadene e Dagmawi Yimer (2008)
- Via Anelli, la chiusura del ghetto, regia di Marco Segato (2008)
- Maistrac - Lavorare in Cantiere, regia di Filippo Meneghetti (2008)[59]
- Il colore delle parole, regia di Marco Simon Puccioni (2009)
- La trappola, regia di Lemnaouer Ahmine (2009)
- Nìguri, regia di Antonio Martino (2009)
- Alisya nel Paese delle Meraviglie, regia di Simone Amendola - cortometraggio (2009)
- Sotto il Celio azzurro, regia di Edoardo Winspeare (2009)[60]
- Liberi altrove, regia di Andrea Solieri e Cristiano Regina - cortometraggio (2009)
- Campania burning, regia di Andrea D'Ambrosio e Maurizio Cartolano (2009)
- Hanna e Violka, regia di Rossella Piccinno (2009)
- Miss little China, regia di Riccardo Cremona e Vincenzo De Cecco (2009)[61]
- La Terra (e)strema, regia di Enrico Montalbano, Angela Giardina e Ilaria Sposito (2009)[62]

### Anni 2010
- C.A.R.A. Italia, regia di Dagmawi Yimer (2010)
- Hermanitos, fratelli d'Italia, regia di Jacopo Tartarone (2010)
- Soltanto il mare, regia di Dagmawi Yimer, Fabrizio Barraco e Giulio Cederna (2010)
- Adina e Dumitra, regia di Dario Leone (2010)
- Lettera a Natasha, regia di Gabriele Borghi (2010)
- Via Padova – Istruzioni per l’uso, regia di Anna Bernasconi e Giulia Ciniselli (2010)
- Atteros: breve viaggio nel mondo dell’immigrazione, regia di Bepi Vigna (2010)
- Non è un paese per neri, regia di Luca Romano, Francesco Amodeo, Armando Andria e Mario Leonbruno (2010)[63]
- MEI MEIG - Voci Migranti, regia di Federico Greco (2010)[64]
- Life in Italy is Ok - Emergency Programma Italia, regia di Gianfranco Marino (2011)[65]
- Un luogo comune, regia di Diego Garbini e Toni Garbini (2011)[66]
- Harraguantanamo, regia di Ilyess Ben Chouikha e Giulia Bondi (2011)
- I nostri anni migliori, regia di Matteo Calore e Stefano Collizzolli (2011)
- Benvenuti in Italia, regia di Aluk Amiri, Hamed Dera, Hevi Dilara, Zakaria Mohamed Ali e Dagmawi Yimer (2011)
- Ferrhotel, regia di Mariangela Barbanente (2011)
- L'isola delle colf - Italiano per filippini ai tropici, regia di Francesco G. Raganato, Andrea Patierno e Daniele Ongaro (2011)[67]
- Libera tutti, regia di Imad Al Hunaiti, Eranga Hettiwatte, Nizar Jelassi, Anita Magno, Tomo Sulejmanovic, Patrizia Maiorana e Giuseppe Minolfi (2011)
- La curt de l'America, regia di Lemnaouer Ahmine e Francesco Cannito (2011)
- Locked in Limbo, regia di Alvaro Lanciai (2011)
- Le due storie di Adamà, regia di Annamaria Gallone (2011)[68]
- Aicha è tornata, regia di Juan Martin Baigorria e Lisa Tormena (2011)[69]
- 18 Ius soli, regia di Fred Kudjo Kuwornu (2011)[70]
- Il debito del mare, regia di Adil Tanani (2011)[71]
- Tan kosh , regia di Harvinder Sing e Saverio Paoletta (2011)[72]
- Le perle di ritorno, regia di Franco Basaglia (2011)[73]
- Il rifugio, regia di Francesco Cannito, Luca Cusani e Lemnaouer Ahmine (2011)[74]
- La quarta via. Mogadiscio, Italia, regia di Simone Brioni, Graziano Chiscuzzu e Ermanno Guida (2012)[75][76][77]
- Aulò. Roma Postcoloniale, regia di Simone Brioni, Graziano Chiscuzzu e Ermanno Guida (2012)[75][76][77]
- Nadea e Sveta, regia di Maura Delpero (2012)[78]
- Mare chiuso, regia di Stefano Liberti e Andrea Segre (2012)
- La nave dolce, regia di Daniele Vicari (2012)
- Padrone bravo, regia di Simone Amendola (2012)[79]
- La prigione degli altri, regia di Mattia Levratti e Alessandro Levratti (2012)[80]
- L’altra città, regia di Cristian Sabatelli e Pippo Cariglia (2012)[81]
- Arcipelaghi, regia di Martin Errichiello e Gabriele Sossella (2012)[82]
- Mineo Housing, regia di Cinzia Castania (2012)[83]
- Margerita, regia di Alessandro Grande (2013)[84]
- Va' Pensiero, storie ambulanti, regia di Dagmawi Yimer (2013)[85]
- EU 013, l'ultima frontiera, regia di Alessio Genovese e Raffaella Cosentino (2013)[86]
- Schiavi, regia di Stefano Mencherini (2013)[87]
- Container 158, regia di Stefano Liberti e Enrico Parenti (2013)[88]
- La polvere di Kabul[89], regia di Morteza Kaleghi
- Il futuro è troppo grande, regia di Giusy Buccheri e Michele Citoni
- Come il peso dell'acqua, regia di Andrea Segre (2014)[90]
- The Land Between, regia di David Fedele (2014)[91]
- Terra di transito, regia di Paolo Martino (2014)
- Show all this to the World, regia di Andrea Deaglio (2015)[92]
- Luoghi comuni, regia di Angelo Loy (2015)[93]
- Pitza e datteri, regia di Fariborz Kamkari (2015)
- Un unico destino, regia di Fabrizio Gatti (2017)[94]
- Bangla, regia di Phaim Bhuiyan (2019)

### Anni 2020
- Il valore di una caramella, regia di Elena Bedei (2022)[95]
- Oltre la valle, regia di Virginia Bellizzi (2023)[96]

## Festival e premi cinematografici
- Festival del cinema africano, d'Asia e America Latina di Milano, sezione Extra
- Festival Cinéma et Migrations, Agadir[97]
- Terra di Tutti Film Festival, Bologna
- Lampedusa in Festival
- Festival del Cinema dei Diritti Umani, Napoli
- Festival di cinema africano di Verona
- Premio Mutti - AMM per il Cinema migrante, Bologna[98]
- Riace in Festival[99]
- Bando internazionale per cortometraggi sull'immigrazione[100]
- Festival migrantskega filma Slovenija, Lubiana[101]
- Rassegna Crocevia di sguardi, Torino[102]
- Un film per la pace, Gorizia e Venezia
- IFF - Integrazione film festival, Bergamo[103]
- International Migration Film Festival, Ankara[104]

### In italiano
- Ada Lonni, Immigrati, Bruno Mondadori, 2003
- Luisa Cicognetti e Lorenza Servetti, Migranti in celluloide: storici, cinema ed emigrazione, Editoriale umbra, Foligno, 2003
- Sonia Cincinelli, I migranti nel cinema italiano, Edizioni Kappa, Roma, 2009
- Ernesto Calvanese, Media e immigrazione tra stereotipi e pregiudizi. La rappresentazione dello straniero nel racconto giornalistico, FrancoAngeli, Milano, 2011
- Sonia Cincinelli, Senza frontiere. L'immigrazione nel cinema italiano, Edizioni Kappa, Roma, 2012
- Enrico Cammarata, Cinema e diritti umani. Una breve storia, Ti Pubblica, 2013
- Andrea Corrado, Igor Mariottini, prefazione di Gianni Canova, Cinema e autori sulle tracce delle migrazioni, Ediesse edizioni, Roma, 2013 ISBN 978-88-230-1625-5
- Giancarla Vanoli, Nella terra di mezzo. Cinema e immigrazione in Italia (1990-2010), Meltemi, 2018 ISBN 978-8883538582
- Jacopo Ferrari,  Parole migranti in italiano (PDF), su air.unimi.it., Milano University Press, Milano, 2023 ISBN 979-12-5510-031-7

### Altre lingue
- Russell King,The Troubled Passage: Migration and New Cultural Encounters in Southern Europ in The Mediterranean Passage: Migration and New Cultural Encounters in Southern Europe, ed. Russell King, 1-21, Liverpool: Liverpool University Press (2001)
- Nicola Mai, Myths and moral panics: Italian identity and the media representation of Albanian immigration, in: Grillo, R. D and Pratt, Jeff. C, (eds.) The Politics of Recognising Difference: Multiculturalism Italian Style. Research in migration and ethnic relations series, Ashgate, Aldershot, pp. 77–94 (2002) ISBN 978-0-7546-1891-1
- Derek Duncan, Italy's Postcolonial Cinema and its Histories of Representation, “Italian Studies”, 63.2: 195-211 (2008)
- Grace Russo Bullaro, From Terrone to Extracomunitario: New Manifestations of Racism in Contemporary Italian Cinema, Troubador Publishing, Leicester (2010) ISBN 978-1-84876-176-6
- Simone Brioni,'Across Languages, Cultures and Nations: Ribka Sibhatu’s Aulò’ in Italian Women Writers, 1800-2000: Boundaries, Borders and Transgression, ed. by Patrizia Sambuco, Madison; Teaneck: Fairleight Dickinson University Press, 123-142 (2014).
- Simone Brioni, Autotraduction, traduction interculturelle et intersémiotique dans La quarta via de Kaha Mohamed Aden’, in Écritures 7: 203-221 (2014).
- Sabine Schrader e Daniel Winkler Ed., The Cinema of Italian Migration. European and Transatlantic Narratives, Cambridge Scholars Publishing, Newcastle-upon-Tyne, 2013 (con una filmografia tematica dal film muto ad oggi)
- Áine O’Healy, Postcolonial Theory and Italy's ‘Multicultural’ Cinema, "The Italian Cinema Book", ed. Peter Bondanella, Basingstoke: Palgrave, (2014) 295-302.